# Водоворот (фильм, 1950)
«Водоворот» (англ. Whirlpool) — нуаровый триллер Отто Премингера, вышедший на экраны в 1950 году. В основу сценария фильма положен роман 1946 года «Мне кажется, леди» (англ. Methinks the Lady) американского писателя Гая Эндора, более всего известного романом ужасов «Оборотень в Париже» (1933).

## Создатели фильма и исполнители главных ролей
Режиссёр Отто Премингер является одним из самых признанных мастеров жанра фильм нуар, он поставил такие значимые картины, как «Лора» (1944, номинация на «Оскар» лучшему режиссёру), «Падший ангел» (1945) и «Там, где кончается тротуар» (1950), а также судебную драму «Анатомия убийства» (1959), принёсшую ему номинацию на «Оскар» за лучший фильм.
Автор сценария Бен Хект был одним из ведущих сценаристов Голливуда 30—50-х годов. Официально Хект был сценаристом фильмов Хичкока «Головокружение» (1945), «Дурная слава» (1946, номинация на «Оскар»), фильмов нуар «Поцелуй смерти» (1947) Генри Хэтэуэя и «Там, где кончается тротуар» (1950) Премингера. Неофициально Хект участвовал в работе над сценариями таких признанных фильмов, как «Лицо со шрамом» (1932), «Ангелы с грязными лицами» (1938), «Унесённые ветром» (1939), «Гильда» (1946) и «Верёвка» (1948).
Джин Тирни сыграла главные роли в ещё двух нуарах Премингера — «Лора» (1944) и «Там, где кончается тротуар» (1950), а в 1946 году она была номинирована на Оскар за главную женскую роль в фильме «Бог ей судья» (1945). Ричард Конте сыграл во многих фильмах нуар, наиболее значимые среди них — «Звонить Нортсайд 777» (1948), «Плач большого города» (1948), «Воровское шоссе» (1949), «Дом незнакомцев» (1949), «Синяя гардения» (1953) и «Большой ансамбль» (1955).

## Сюжет
В Лос-Анджелесе на выходе из крупного универмага охрана задерживает красивую молодую женщину, обнаруживая в её сумочке похищенное из магазина дорогое ювелирное украшение. В процессе разбирательства выясняется, что женщину зовут Энн Саттон (Джин Тирни), и она является женой известного психоаналитика Билла Саттона (Ричард Конте). Во время допроса Энн в офис магазина заходит некто Дэвид Корво (Хосе Феррер), которому удается быстро убедить управляющего, что для магазина будет выгоднее отпустить Энн и не устраивать вокруг похищения скандал. Вернувшись домой, Энн хочет рассказать о случившемся мужу, но затем меняет своё решение.
На следующий день Корво звонит Энн и приглашает её в ресторан. Полагая, что Корво является обычным шантажистом, она выписывает ему чек на пять тысяч долларов. Однако Корво отказывается от денег и рвёт чек, затем передаёт ей оригинал отчёта об инциденте, составленный охраной универмага. Он также приглашает Энн на вечеринку несколько дней спустя.
На шикарной вечеринке Корво демонстрирует Энн свои психиатрические способности, и утверждает, что Энн больна клептоманией, вызванной постоянным психологическим давлением на неё. Когда Энн сознаётся, что страдает бессонницей, Корво убеждает её, что может ей помочь, и тайно гипнотизирует её. На вечеринке Энн знакомится с Терезой Рандолф (Барбара О’Нил), пациенткой её мужа и бывшей подругой Корво. Тереза предупреждает Энн, что Корво охотится за её деньгами, однако Энн в резкой форме прерывает её, считая, что Тереза пытается отомстить Корво за то, что он её бросил.
После того, как у Энн восстанавливается сон, она в благодарность соглашается прийти на очередную встречу с Корво, однако отказывается встречаться в его гостиничном номере, настаивая на встрече в баре. Пока Энн выходит из бара, чтобы позвонить Терезе с намерением извиниться пред ней, Корво похищает её шейный платок и бокал с её отпечатками пальцев. Вернувшись в бар, Энн соглашается ежедневно встречаться с Корво как пациентка.
Несколько дней спустя, когда Билл уезжает на научную конференцию в Сан-Франциско, Энн в состоянии гипноза извлекает из сейфа мужа пластинки с записями психотерапевтических сеансов Терезы, выходит из дома, на автомобиле доезжает до дома Терезы, проникает в дом и прячет пластинки в кладовке. В это время срабатывает сигнализация, и вскоре прибывает служба охраны, которая застаёт Энн сидящей на диване рядом с телом Терезы, задушенной её платком. Энн ничего не может вспомнить и никак не может объяснить свои действия, и лейтенант Джеймс Колтон (Чарльз Бикфорд) делает вывод, что Энн является любовницей Корво, и убила Терезу из ревности.
Билл срочно возвращается в Лос-Анджелес, рассчитывая самостоятельно разобраться в ситуации. Узнав, что полиция обнаружила в квартире Корво бокал с отпечатками её пальцев, о конфликте Энн с Терезой, и о встречах с Корво, начинает сомневаться в супружеской верности Энн, хотя и убеждён, что она не могла стать убийцей. Билл вспоминает, что на терапевтических сеансах Тереза утверждала, что Корво обманным путём вынудил её передать ему наследство её дочери в размере 50 тысяч долларов, и что она намеревалась заявить на него в полицию. Билл подозревает, что Корво мог убить Терезу из опасения быть разоблачённым.
Однако вскоре Колтон выясняет, что Корво находится в больнице после операции по удалению селезёнки, которая была проведена как раз в день убийства. Тем не менее, Билл предлагает Колтону прослушать пластинки с записями сеансов Терезы, однако обнаруживается, что они пропали. Билл ещё раз разговаривает с Энн, и она, наконец, сознаётся, что страдает клептоманией, порождённой запретом отца иметь ей свои деньги, а затем контролем за деньгами, который вёл Билл. Билл понимает, что Энн попала в психологическую зависимость от Корво, и совершала определённые поступки в гипнотическом состоянии. Он рассказывает об этом Колтону, высказывая гипотезу, что Корво мог загипнотизировать самого себя, чтобы встать сразу после операции, приехать в дом Терезы и убить её. Колтону такая версия кажется невероятной, тем не менее из сострадания к Биллу он соглашается доставить Энн в дом Терезы, чтобы она на месте смогла воссоздать в памяти произошедшее там в день убийства.
Тем временем, Корво узнаёт из радионовостей, что полиция разыскивает записи сеансов Билла, которые укажут на убийцу. Он гипнотизирует себя, чтобы добраться до дома Терезы и уничтожить эти записи. Найдя пластинки, он прослушивает их и в этот момент слышит, что в дом входят Колтон, Билл и Энн, и прячется за занавеской. Энн, наконец, вспоминает, что спрятала пластинки в кладовке, Билл и Колтон идут это проверить, но ничего не находят. Во время их отсутствия Корво выходит из своего укрытия и, угрожая Энн убийством, требует, чтобы она сказала, что пластинки спрятаны в спальне на втором этаже. Корво рассчитывает незаметно сбежать из дома вместе, пока они будут искать пластинки наверху. Напуганная Энн начинает говорить Биллу и Колтону, что пластинки наверху, однако затем решает сказать правду. Видя это, Корво выходит из укрытия и, угрожая оружием, пытается убежать. Но на лестнице у него начинается внутреннее кровотечение, Корво теряет сознание, падает с лестницы и умирает на месте.
Колтон звонит в скорую помощь, а Билл и Энн обнимают друг друга.

## В ролях
- Джин Тирни — Энн Саттон
- Ричард Конте — доктор Уильям Саттон
- Хосе Феррер — Дэвид Корво
- Чарльз Бикфорд — лейтенант Колтон
- Барбара О’Нил — Тереза Рэндольф
- Эдуард Франц — Мартин Эйвери
- Констанс Колльер — Тина Косгроув
- Фортунио Бонанова — Феруччо ди Равалло

В титрах не указаны
- Рут Клиффорд — медсестра Элиотт
- Хелен Уэсткотт — секретарь

## Оценка критики
Журнал «Вэрайети» после выхода фильма на экраны написал: 
«Водоворот» — очень занимательная и волнующая мелодрама, обыгрывающая свойства гипноза. Бен Хект и Эндрю Солт плотно сплели сценарий на тему о воздействии гипноза на подсознание, и вместе с Отто Премингером в качестве режиссёра, обошли все те фальшивые моменты, которые могли бы легко свести эту картину к очередной страшной мелодраме. Их главный объект внимания — это молодая жена признанного психиатра, которая с подросткового возраста страдала от клептомании. Джин Тирни в роли молодой жены выдаёт вполне убедительную игру, хотя временами ей не удаётся показать ту магическую силу, которой должна бы обладать женщина в состоянии транса. Ричард Конте в роли её мужа смотрится здесь немного не на месте. Лучшим среди актёров стал Хосе Феррер в роли подлого гипнотизёра
.

Босли Кроутер сразу после выхода фильма на экраны написал в «Нью-Йорк таймс»: 
Ни у кого не вызывает сомнения тот факт, что люди под гипнозом совершают странные вещи, и что техника гипноза может быть использована во зло. Но если исходить из рационального взгляда на вещи, то невозможно даже на минуту поверить в тот фокус-покус, который демонстрирует фильм „Водоворот“. Не помогает и тема небрежной работы полиции, которая введёна для придания этому детективному хоррору прочности. Короче говоря, никто не поддаётся на эту очевидную попытку пустить пыль в глаза ничего не подозревающей публике с полностью надуманной историей, несмотря на высокий уровень постановки и превосходных актёров. И в заключение обвинительной части можно добавить, что действие настолько медленное и настолько перегружено стандартными ужасами, что не смогло бы захватить, даже если бы в нём был какой-либо смысл…" Сюжет фильма полон невероятных событий, в которые трудно поверить. Во-первых, "леди в состоянии транса разгуливает по городу, водит автомобиль и врывается в дома. Не ещё более невероятным является утверждение о том, что шарлатан смог совершить убийство в состоянии самогипноза сразу после операции по удалению у него желчного пузыря. Этот сюжетный поворот стал холодным душем, смывшим малейшее сохранявшееся доверие к истории.

И всё же, этот абсурд, написанный Беном Хектом и Эндрю Солтом по роману Гая Эндора, красиво сделан и сыгран актёрами, среди которых выделяется Хосе Феррер. Мистер Феррер, звезда Бродвея, в роли элегантного и проницательного злодея, озвучивает элегантные тексты Хекта с язвительным смаком и прожигает окружающих своими глазами. Джин Тирни играет высокомерную даму, которая слегка сбилась с пути, а Чарльз Бикфорд и Ричард Конте — детектива и мужа соответственно. Они трудятся изо всех сил, чтобы околдовать зрителя, но все их усилия остаются холодными и ненатуральными. Смотреть этот фильм лучше в состоянии транса»
.

Журнал «Тайм-аут» написал о фильме: 
Тематика и холодный стиль „Лоры“ и „Ангельского лица“ использованы и в этом рассказе о богатых и продвинутых, жизнь которых трещит по швам под давлением психологических расстройств, подавленной страсти и невинной доверчивости… Премингер превращает эту довольно странную историю во взвешенное и трезвое изучение людей в стрессовом состоянии. По мере расследования преступления, потоки недоверия, страха и лжи вносят беспокойство в спокойные воды внешне счастливого брака. Ставя своей целью скорее наблюдать, чем поучать, он создаёт мир симпатичных персонажей с недостатками. Великолепным исключением среди них является шарлатан, интриган и заклинатель в исполнении Феррера, заставляющий поверить в достоверность зла. Нуаровая тематика в холодных интерьерах прекрасно характеризует стиль Премингера, который в данном случае смог превратить рутинную мелодраму в нечто более индивидуальное, сильное и глубокое»
.

Джонатан Розенбаум написал в 1985 году в «Чикаго ридер»: 
Этот необычный триллер Отто Премингера 1949 года о клептоманке (Джин Тирни), попавшей под контроль похожего на Мабузе гипнотизёра (Хосе Феррер) не добился особого признания в Америке, а актёрская игра (включая Ричарда Конте в роли мужа-психиатра Тирни) и устарелый сентиментальный сценарий дают понять, почему так произошло. Но и французский энтузиазм по поводу этой мрачной и страшной мелодрамы, порождённый главным образом Жаком Риветтом и Жаном-Люком Годаром, нельзя назвать необоснованным: неоднозначное отношение Премингера к своим персонажам и его чувство морального релятивизма редко когда было столь запоминающимся»
.